# Sadzawki (gromada)
Sadzawki – dawna gromada, czyli najmniejsza jednostka podziału terytorialnego Polskiej Rzeczypospolitej Ludowej w latach 1954–1972.
Gromady, z gromadzkimi radami narodowymi (GRN) jako organami władzy najniższego stopnia na wsi, funkcjonowały od reformy reorganizującej administrację wiejską przeprowadzonej jesienią 1954 do momentu ich zniesienia z dniem 1 stycznia 1973, tym samym wypierając organizację gminną w latach 1954–1972.
Gromadę Sadzawki z siedzibą GRN w Sadzawkach utworzono – jako jedną z 8759 gromad – w powiecie suwalskim w woj. białostockim, na mocy uchwały nr 23/V WRN w Białymstoku z dnia 4 października 1954. W skład jednostki weszły obszary dotychczasowych gromad Sadzawki, Aleksandrówka, Andrzejewo, Budzisko, Jegliniec, Jeziorki, Kociołki, Majdan, Mikołajówka, Podwojponie, Postawelek, Romaniuki, Wojponie i Kupowo Folwark ze zniesionej gminy Szypliszki oraz obszar dotychczasowej gromady Wojciuliszki ze zniesionej gminy Puńsk w tymże powiecie. Dla gromady ustalono 10 członków gromadzkiej rady narodowej.
1 stycznia 1958 z gromady Sadzawki wyłączono wieś Wojciuliszki włączając ją do gromady Puńsk w powiecie sejneńskim.
31 grudnia 1959 gromadę Sadzawki zniesiono, a jej obszar włączono do gromady Szypliszki.